# Robert Edge Pine

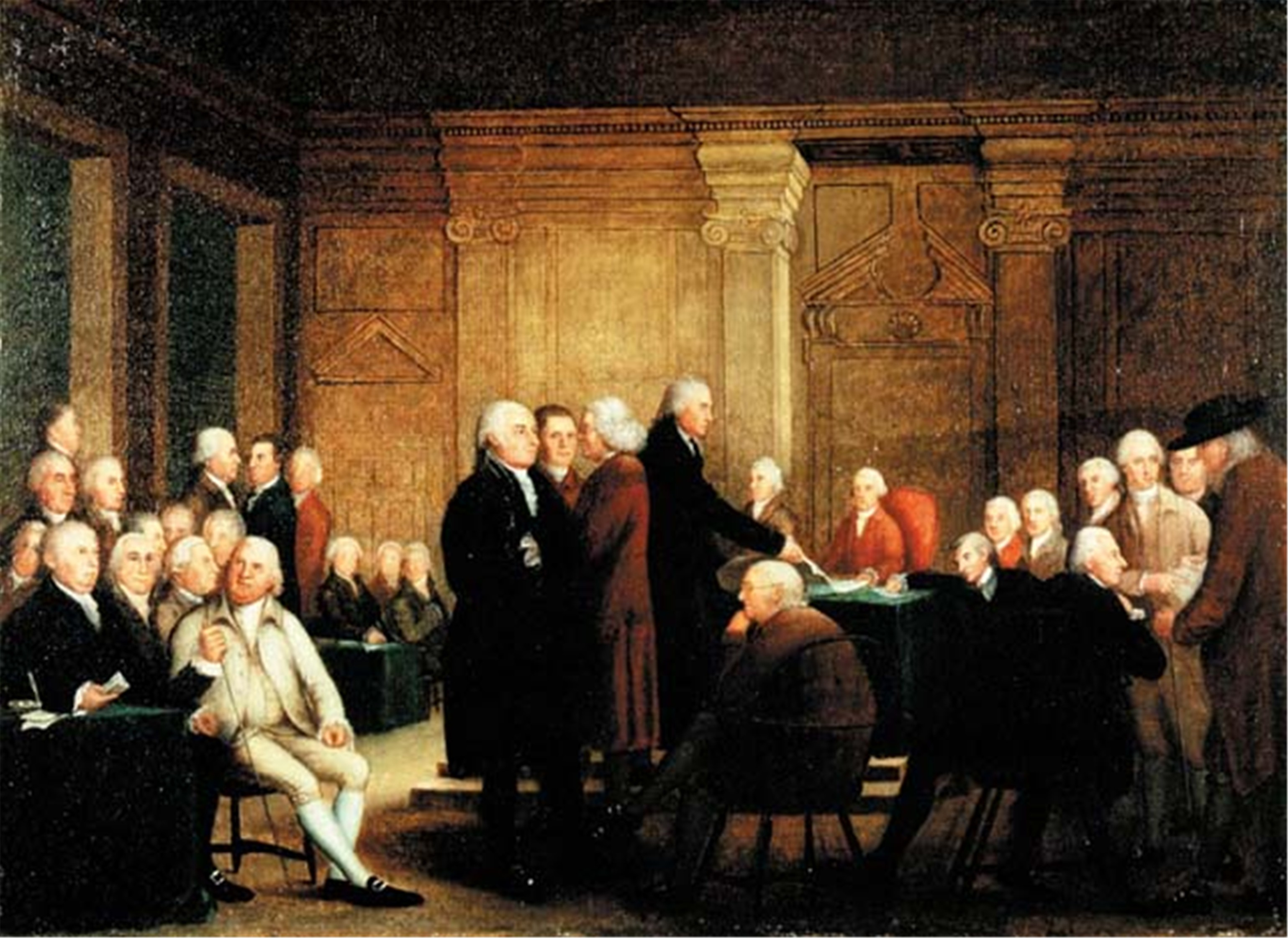
Congress Voting Independence (Gemälde von Robert Edge Pine)

Robert Edge Pine (* 1730 in London; † 18. November 1788 in Philadelphia) war ein britischer Porträt- und Historienmaler.

## Leben
Robert Edge Pine war der Sohn von John Pine, einem Kupferstecher, und wahrscheinlich auch sein Schüler.
Er malte Porträts, unter anderem von König Georg II., dem Herzog von Northumberland und dem Schauspieler David Garrick. Diese Bilder befinden sich heute in der National Portrait Gallery. Außerdem malte er eine Reihe von Szenen aus Shakespeares Stücken, von denen einige später in der Boydell Shakespeare Gallery ausgestellt wurden, ebenso aus historische Kompositionen, darunter Lord Rodney Aboard the Formidable (sie befindet sich heute in der Town Hall in Kingston, Jamaica).
Um 1784 reiste Pine nach Amerika und ließ sich in Philadelphia nieder, wo er sich ganz auf die Porträtkunst konzentrierte. Zu seinen Modellen gehörten General Gates, Charles Carroll, Robert Morris, George Read, Thomas Stone, Mrs. Reid (heute im Metropolitan Museum, New York) und George Washington (1785). Das Porträt von Washington wurde graviert für Irvings Life of Washington, aber die Charakterisierung ist nur schwach. Ein historisch interessantes Gemälde ist Congress Voting Independence, das sich heute in der Historical Society von Philadelphia befindet. Es wurde von Pine begonnen und durch Edward Savage beendet. Nach dem Tod von Pine wurden viele seiner Bilder im Columbian Museum in Boston gesammelt.

## Werke (Auswahl)

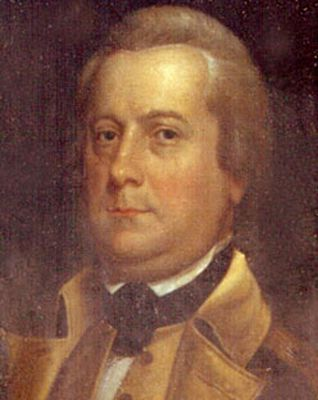
Porträt von General William Irvine
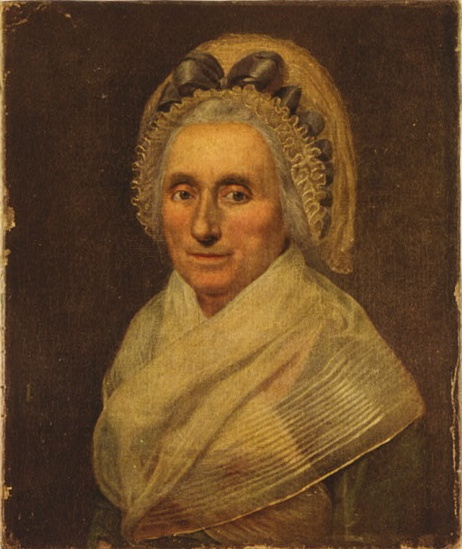
Porträt von Mary Ball Washington, 1786
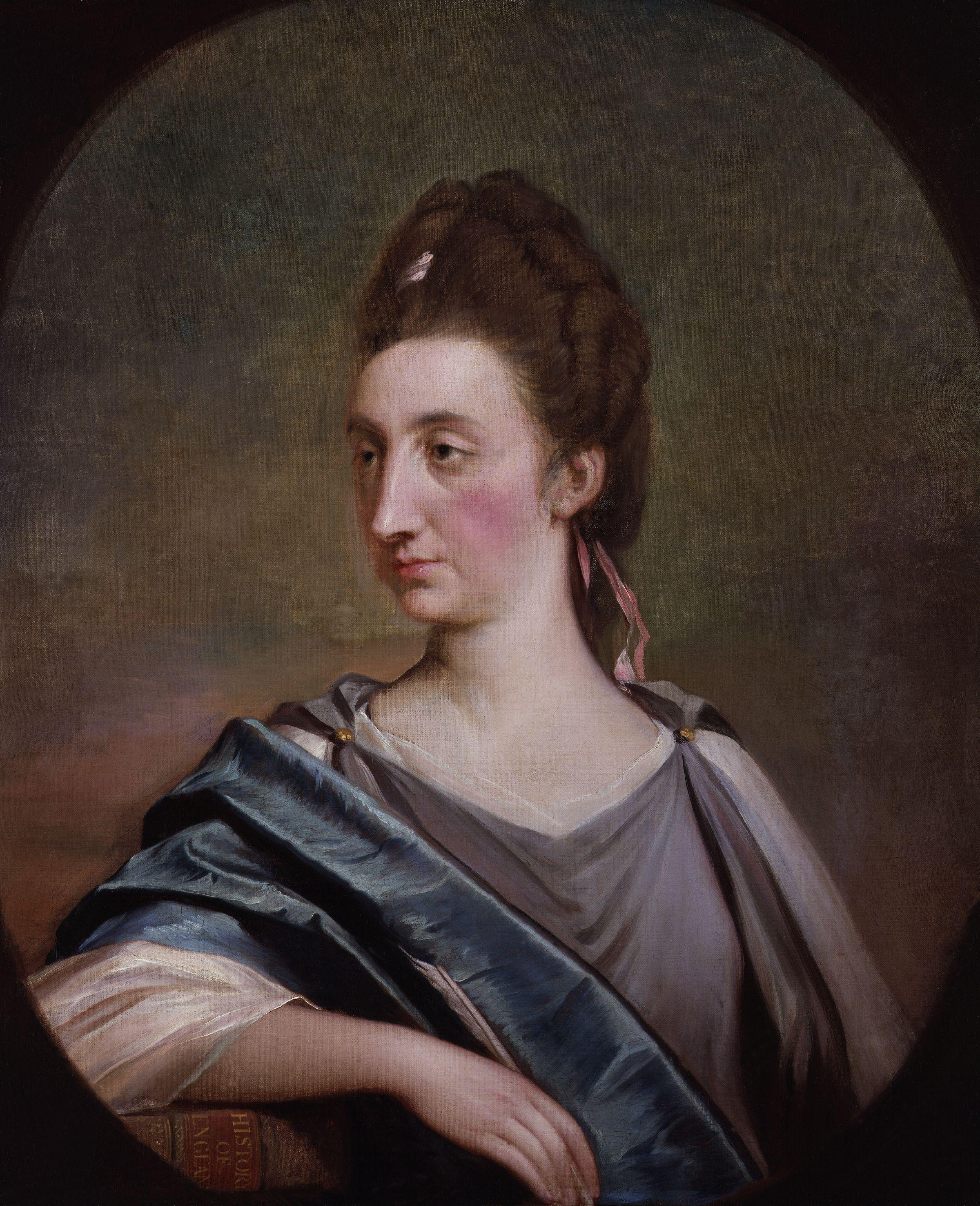
Porträt von Catharine Macaulay